# زمندورف اشتوترا
زمندورف اشتوترا (به آلمانی: Zemendorf-Stöttera) یک منطقهٔ مسکونی در اتریش است که در ناحیه ماترسبورگ واقع شده‌است. زمندورف اشتوترا ۱٬۲۴۷ نفر جمعیت دارد.